# Liptena teroana
Liptena teroana är en fjärilsart som beskrevs av Talbot 1935. Liptena teroana ingår i släktet Liptena och familjen juvelvingar. Inga underarter finns listade i Catalogue of Life.